# Barbariga (Lombardia)
Barbariga település Olaszországban, Lombardia régióban, Brescia megyében. Lakosainak száma 2336 fő (2023. január 1.). Barbariga Dello, Offlaga, Pompiano, Corzano, Orzinuovi és San Paolo községekkel határos.

## Népesség
A település népessége az elmúlt években az alábbi módon változott:
| Lakosok száma | 2343 | 2325 | 2336 |
|               | 2017 | 2018 | 2023 |